# .sb
.sb  é o código TLD (ccTLD) na Internet para as Ilhas Salomão.